# Оверейсел
Оверейсел (на нидерландски: Overijssel Overijssel) е провинция разположена в централната източна част на Нидерландия. Буквално името на провинцията означава Земи отвъд река Ейсел. На изток провинцията граничи с немската провинция Долна Саксония, на юг с Гелдерланд, на запад с Флеволанд и Гелдерланд, а на север с Дренте. Столица на провинцията е град Зволе.
Оверейсел е четвъртата по големина нидерландска провинция с обща площ от 3319 km². Населението на провинцията е 1 166 478 души (по приблизителна оценка от януари 2021 г.). Гъстотата е 351,5 души на km².
От 1 януари 2001 в Дренте са проведени реформи в административното деление свеждайки тогавашните 44 общини до 25 от които най-населените са Енсхеде, Зволе, Девентер и Алмело. Четирите най-големи градове в Оверейсел са Енсхеде, Зволе, Девентер и Хенгело.